# لایا پالائو
لایا پالائو (اسپانیایی: Laia Palau‎؛ زادهٔ ۱۰ سپتامبر ۱۹۷۹) بازیکن بسکتبال اهل اسپانیا است.
او در مسابقات کشوری و بین‌المللی در مجموع برندهٔ ۳ مدال طلا، ۳ مدال نقره، ۶ مدال برنز شده‌است.